# Resolução 61 do Conselho de Segurança das Nações Unidas
Resolução 61 do Conselho de Segurança das Nações Unidas, aprovada em 4 de novembro de 1948, decidiu que a trégua estabelecida na Resolução 54 do Conselho de Segurança das Nações Unidas deve permanecer em vigor até que seja alcançada uma solução pacífica da situação futura da Palestina. Para esse fim, o Conselho ordenou a retirada das forças na área de volta para as posições ocupadas no dia 14 de outubro, com o Mediador Interino sendo autorizado a estabelecer linhas provisórias para além do qual nenhum movimento de tropas era para acontecer. O Conselho também decretou que as zonas neutras devem ser estabelecidas através de negociações entre as partes, ou na sua falta, pela decisão do Mediador Interino.
A resolução também nomeou uma comissão composta por cinco membros permanentes do Conselho, juntamente com a Bélgica e a Colômbia para assessorar o Mediador Interino e, se uma ou ambas as partes não cumprirem a resolução, vão informar ao Conselho sobre as medidas que ainda seriam convenientes a tomar nos termos do Capítulo VII da Carta.
Foi aprovada com 9 votos e 1 contra da Ucrânia, e a União Soviética se absteve.